# Josef Teufl (Politiker)
Josef Teufl (* 26. Februar 1873 in Unterrohrendorf, Niederösterreich; † 30. Oktober 1947 in Krems an der Donau) war ein österreichischer Politiker der  Christlichsozialen Partei (CSP).

## Ausbildung und Beruf
Josef Teufl arbeitete als Landwirt und Weinbauer.

## Politische Mandate
- 20. November 1923 bis 1. Oktober 1930: Mitglied des Nationalrates (II. und III. Gesetzgebungsperiode), CSP
- 2. Dezember 1930 bis 2. Mai 1934: Mitglied des Nationalrates (IV. Gesetzgebungsperiode), CSP